# In the Shadow of a Thousand Suns
In the Shadow of a Thousand Suns — дебютный альбом американской блэк-метал-группы Abigail Williams, выпущенный 28 октября 2008 года на Candlelight Records. Подавляющая часть альбома была написана вокалистом Кеном Соркероном, который играл на гитаре на всех треках, включая бас (кроме трека 8), а также был продюсером записи.
In the Shadow of a Thousand Suns достиг 35-го места в чарте Billboard Top Heatseekers. Альбом был переиздан 12 января 2010 года в качестве делюкс-издания, которое включало второй диск с пятью ранее неизданными треками. Тираж переиздания на виниле был ограничен 1000 экземплярами.

## Список композиций
Слова и музыка всех песен — Кен Соркерон и Эшли Эллион.
| №   | Название                         | Музыка                 | Длительность |
| --- | -------------------------------- | ---------------------- | ------------ |
| 1.  | «I»                              | Sorceron               | 0:39         |
| 2.  | «The World Beyond»               |                        | 6:16         |
| 3.  | «Acolytes»                       |                        | 4:59         |
| 4.  | «A Thousand Suns»                |                        | 5:08         |
| 5.  | «Into the Ashes»                 |                        | 4:38         |
| 6.  | «Smoke and Mirrors»              | Sorceron               | 4:52         |
| 7.  | «A Semblance of Life»            | Sorceron               | 2:06         |
| 8.  | «Empyrean: Into the Cold Wastes» | Sorceron, Plaguehammer | 6:15         |
| 9.  | «Floods»                         |                        | 5:47         |
| 10. | «The Departure»                  |                        | 5:55         |

| №  | Название                           | Музыка   | Длительность |
| -- | ---------------------------------- | -------- | ------------ |
| 1. | «I Am (God)»                       | Sorceron | 4:56         |
| 2. | «In Death Comes the Great Silence» | Sorceron | 6:37         |
| 3. | «Waiting for the Rain»             | Sorceron | 1:33         |
| 4. | «Infernal Divide»                  | Sorceron | 5:16         |
| 5. | «Floods (Demo)»                    |          | 6:14         |